# Lachelle
Lachelle est une commune française située dans le département de l'Oise, en région Hauts-de-France.

## Géographie

### Description

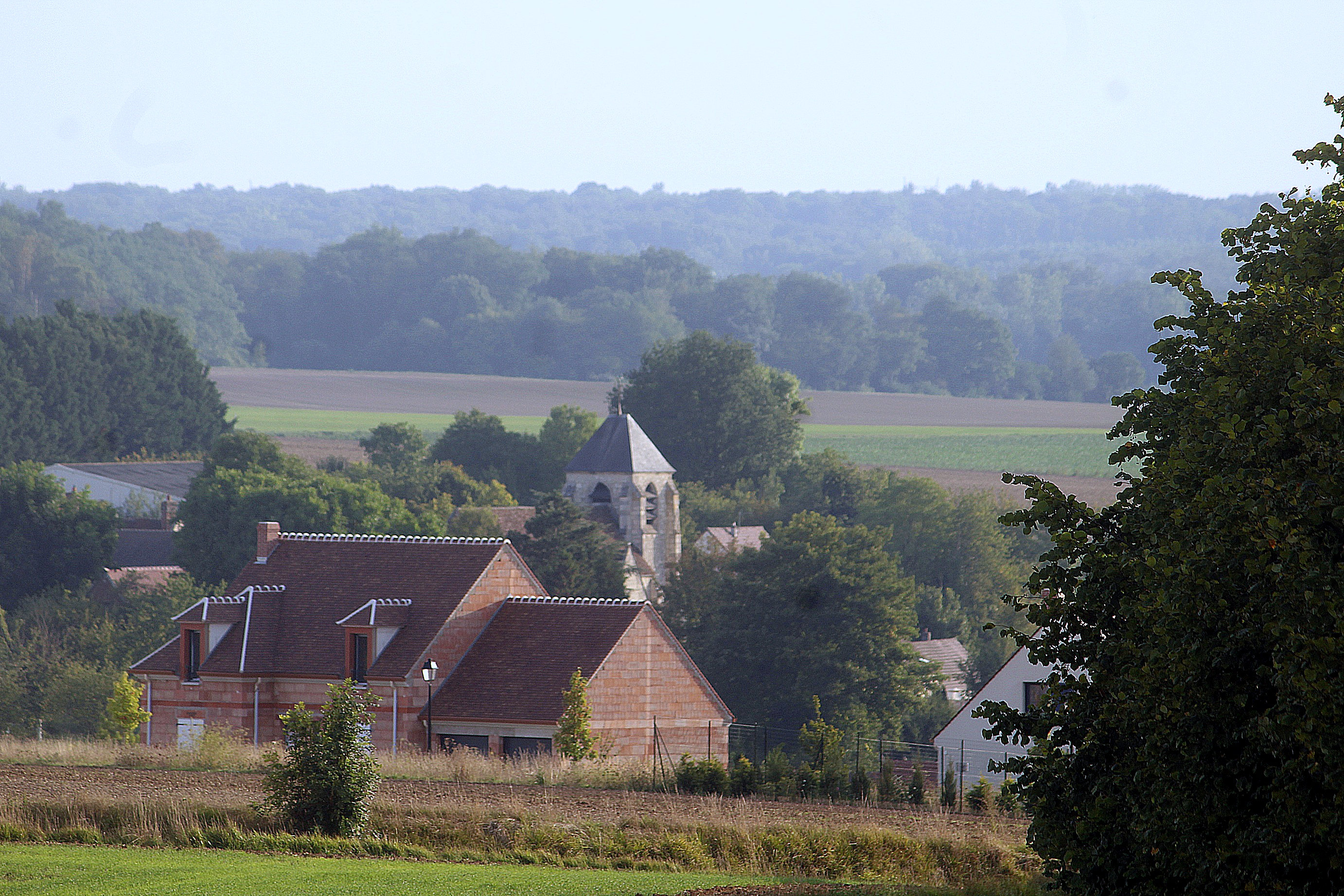
Ambiance du village

Lachelle est un village périurbain picard du Compiègnois, situé à 7 km à vol d'oiseau au nord-ouest de Compiègne, 31 km au sud-est de Montdidier, 22 km au sud-ouest de Noyon, 37 km à l'ouest de Soissons, 30 km au nord-est de Creil et 44 km à l'est de Beauvais.
En 1832, Louis Graves indiquait que son territoire « est formé d'une plaine dépourvue d'eau , et sillonnée au Nord-Ouest par un ravin qui se dirige vers la vallée de l'Aronde. 
Le chef-lieu est placé près de ce ravin ; il est assez bien bâti, mais ses rues laissées sans entretien, sont presqu'impraticables dans la mauvaise saison »

### Communes limitrophes
Les communes limitrophes sont  Baugy, Jaux, Jonquières, Margny-lès-Compiègne, Remy et Venette.
|            | Baugy    | Margny-lès-Compiègne |
| Remy       | Lachelle |                      |
| Jonquières | Jaux     | Venette              |

### Hydrographie

#### Réseau hydrographique
La commune est située dans le bassin Seine-Normandie. Elle est drainée par le ruisseau Payelle,.

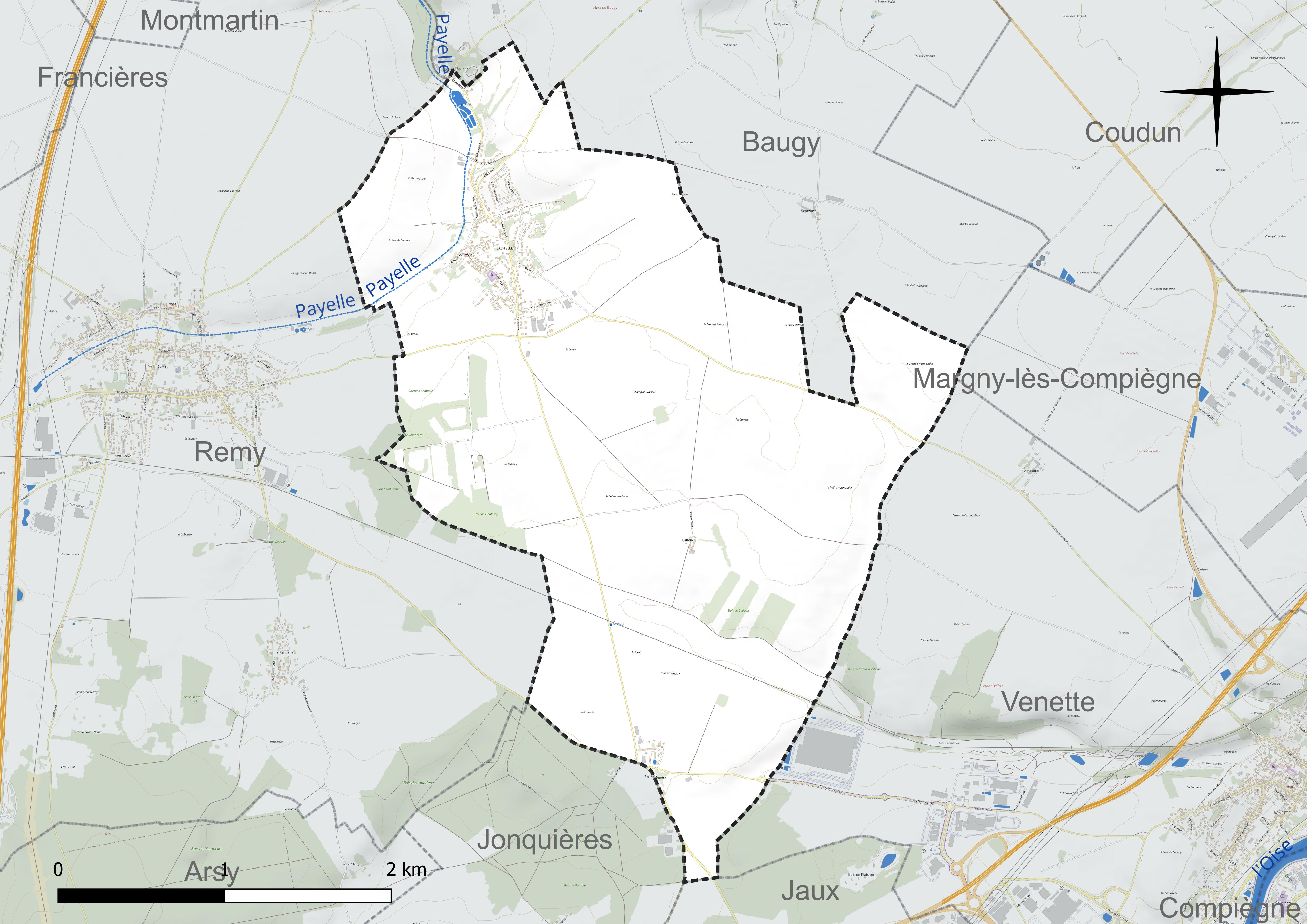
Réseau hydrographique de Lachelle.

#### Gestion et qualité des eaux
Le territoire communal est couvert par le schéma d'aménagement et de gestion des eaux (SAGE) « Sensée ». Ce document de planification concerne un territoire de 789 km2 de superficie, délimité par trois bassins versants en totalité ou en partie (Aisne, Oise et Aronde). Le périmètre a été arrêté le 16 octobre 2001 et le SAGE proprement dit a été approuvé le 8 juin 2009, puis révisé le 27 novembre 2019. La structure porteuse de l'élaboration et de la mise en œuvre est le syndicat mixte Oise-Aronde.
La qualité des cours d'eau peut être consultée sur un site dédié géré par les agences de l'eau et l'Agence française pour la biodiversité.

### Climat
Pour des articles plus généraux, voir Climat des Hauts-de-France et Climat de l'Oise.
En 2010, le climat de la commune est de type climat océanique dégradé des plaines du Centre et du Nord, selon une étude du CNRS s'appuyant sur une série de données couvrant la période 1971-2000. En 2020, Météo-France publie une typologie des climats de la France métropolitaine dans laquelle la commune est dans une zone de transition entre le climat océanique et le climat océanique altéré et est dans la région climatique Nord-est du bassin Parisien, caractérisée par un ensoleillement médiocre, une pluviométrie moyenne régulièrement répartie au cours de l'année et un hiver froid (3 °C).
Pour la période 1971-2000, la température annuelle moyenne est de 10,6 °C, avec une amplitude thermique annuelle de 14,5 °C. Le cumul annuel moyen de précipitations est de 686 mm, avec 11 jours de précipitations en janvier et 8,2 jours en juillet. Pour la période 1991-2020, la température moyenne annuelle observée sur la station météorologique la plus proche, située sur la commune de Margny-lès-Compiègne à 7 km à vol d'oiseau, est de 11,2 °C et le cumul annuel moyen de précipitations est de 633,5 mm,. Pour l'avenir, les paramètres climatiques de la commune estimés pour 2050 selon différents scénarios d'émission de gaz à effet de serre sont consultables sur un site dédié publié par Météo-France en novembre 2022.

### Paysages
La commune compte les bois de Saint-Hernut, de Hautefoy et de Calfeux.

## Urbanisme

### Typologie
Au 1er janvier 2024, Lachelle est catégorisée commune rurale à habitat dispersé, selon la nouvelle grille communale de densité à sept niveaux définie par l'Insee en 2022.
Elle est située hors unité urbaine. Par ailleurs la commune fait partie de l'aire d'attraction de Compiègne, dont elle est une commune de la couronne,. Cette aire, qui regroupe 101 communes, est catégorisée dans les aires de 50 000 à moins de 200 000 habitants,.

### Occupation des sols

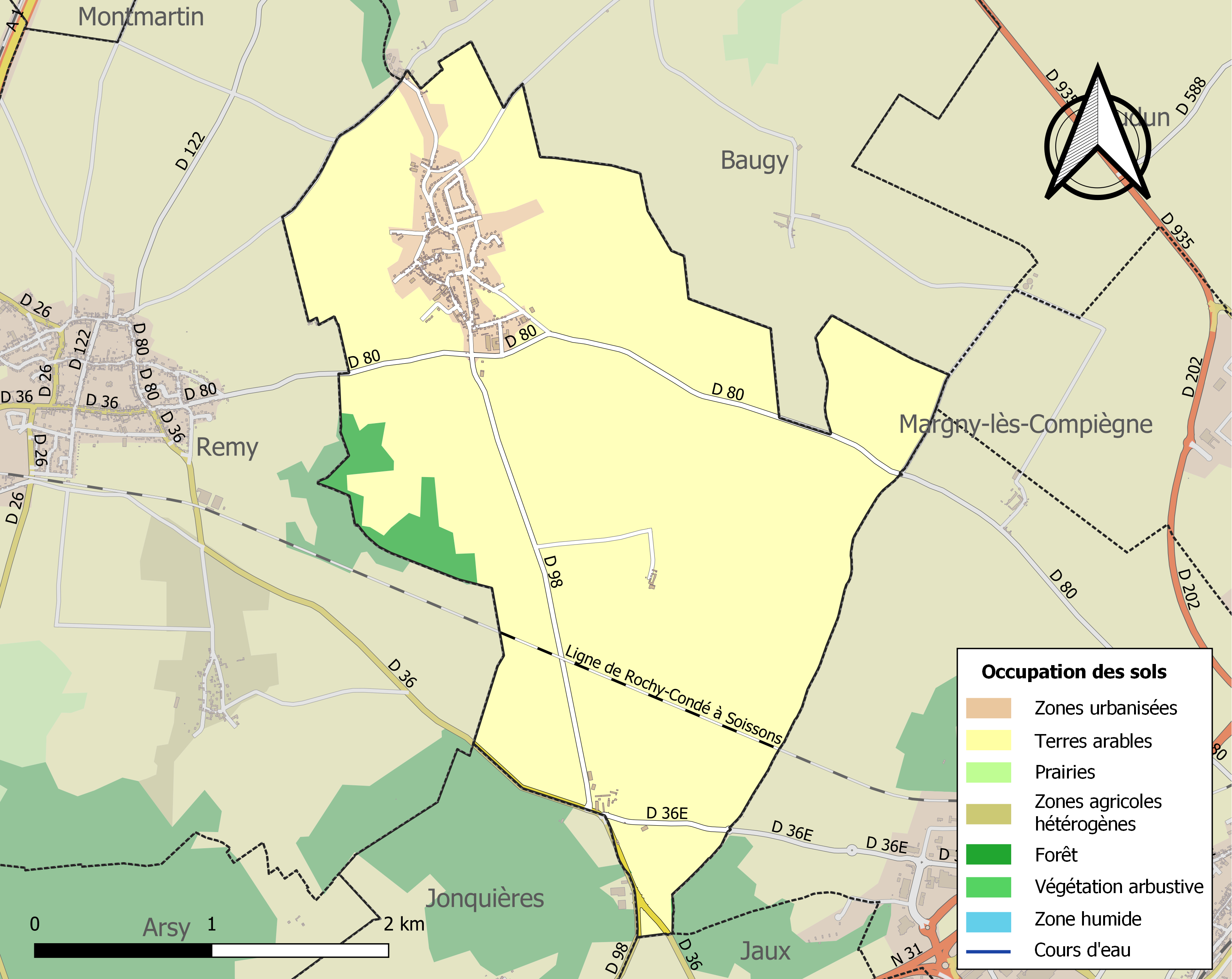
Carte des infrastructures et de l'occupation des sols de la commune en 2018 (CLC).

L'occupation des sols de la commune, telle qu'elle ressort de la base de données européenne d'occupation biophysique des sols Corine Land Cover (CLC), est marquée par l'importance des territoires agricoles (91,2 % en 2018), une proportion sensiblement équivalente à celle de 1990 (91,7 %). La répartition détaillée en 2018 est la suivante : 
terres arables (91,2 %), zones urbanisées (6,1 %), forêts (2,7 %). L'évolution de l'occupation des sols de la commune et de ses infrastructures peut être observée sur les différentes représentations cartographiques du territoire : la carte de Cassini (XVIIIe siècle), la carte d'état-major (1820-1866) et les cartes ou photos aériennes de l'IGN pour la période actuelle (1950 à aujourd'hui).

### Habitat et logement
En 2020, le nombre total de logements dans la commune était de 339, alors qu'il était de 257 en 2015 et de 234 en 2010.
Parmi ces logements, 93,2 % étaient des résidences principales, 2,7 % des résidences secondaires et 4,1 % des logements vacants. Ces logements étaient pour 94,1 % d'entre eux des maisons individuelles et pour 5,6 % des appartements.
Le tableau ci-dessous présente la typologie des logements à Lachelle en 2020 en comparaison avec celle de l'Oise et de la France entière. Une caractéristique marquante du parc de logements est ainsi une proportion de résidences secondaires et logements occasionnels (2,7 %) supérieure à celle du département (2,4 %) mais inférieure à celle de la France entière (9,7 %). Concernant le statut d'occupation de ces logements, 81,6 % des habitants de la commune sont propriétaires de leur logement (87,9 % en 2015), contre 61,4 % pour l'Oise et 57,5 pour la France entière.
| Typologie                                               | Lachelle | Oise | France entière |
| ------------------------------------------------------- | -------- | ---- | -------------- |
| Résidences principales (en %)                           | 93,2     | 90,5 | 82,1           |
| Résidences secondaires et logements occasionnels (en %) | 2,7      | 2,4  | 9,7            |
| Logements vacants (en %)                                | 4,1      | 7,1  | 8,2            |

### Voies de communication et transports
La commune est desservie, en 2023, par la ligne 18 du service de transport à la demande AlloTIC intégré au réseau TIC et par les lignes 662 et 663 du réseau interurbain de l'Oise.

## Toponymie
Le nom de la localité est attesté sous les formes villa de Lacellis (1108) ; Scala (1158) ; Philippus de scala (vers 1272) ; Lacheles (1281) ; Oudart de la cele (XIIIe) ; Jaquez de Lachelez (1281) ; Jaquez de la sele (1281) ; Lachelles (1317) ; la Chelle (1373) ; le Chelle (1469) ; beata Maria de Lachelle (XVIe) ; Lachelle (1667).
Peut-être du latin classique cella, avec l'agglutination de l'article, ayant le sens de « chapelle dans un temple », puis « endroit reculé ». Ces établissements sont souvent situés sur des voies anciennes. Dans l'Antiquité latine, le terme cella désignait le grenier, la resserre, le cellier. Le sens s'est ensuite élargi à celui de « réduit du pauvre », chambre sans confort des riches demeures où le maître des lieux se retirait pour méditer. Par la suite, on désigna de ce nom l'édifice de retraite pour ermite en rase campagne. Le mot désignera enfin, surtout au pluriel, un petit monastère, une maison où quelques moines étaient chargés de veiller à la gestion du temporel dans un territoire éloigné de l'abbaye-mère. Parallèlement, le latin médiéval du IXe siècle finit par donner le nom de cella à une église, parfois une simple chapelle, attachée à un monastère, tandis que, dans certaines régions, celle pouvait avoir gardé le sens d'habitation pauvre et isolée pour une personne de condition servile. Dans le sens religieux, le terme celle sera progressivement abandonné au profit de monastère : il n'en reste plus que les témoignages toponymiques.

## Politique et administration

### Rattachements administratifs et électoraux

#### Rattachements administratifs
La commune se trouve dans l'arrondissement de Compiègne du département de l'Oise.
Elle faisait partie depuis 1801 du canton d'Estrées-Saint-Denis. Dans le cadre du redécoupage cantonal de 2014 en France, cette circonscription administrative territoriale a disparu, et le canton n'est plus qu'une circonscription électorale.

#### Rattachements électoraux
Pour les élections départementales, la commune fait partie depuis 2014 du canton de Compiègne-2
Pour l'élection des députés, elle fait partie de la cinquième circonscription de l'Oise.

### Intercommunalité
Lachelle avait adhéré en 2014 à la communauté d'agglomération dénommée Agglomération de la région de Compiègne, un établissement public de coopération intercommunale (EPCI) à fiscalité propre créé en 2005 et auquel la commune avait transféré un certain nombre de ses compétences, dans les conditions déterminées par le code général des collectivités territoriales.
Dans le cadre des dispositions de la loi portant nouvelle organisation territoriale de la République du 7 août 2015, qui prévoit que les établissements publics de coopération intercommunale (EPCI) à fiscalité propre doivent avoir un minimum de 15 000 habitants, cette intercommunalité a fusionné avec sa voisine pour former, le 1er janvier 2017, la communauté  d'agglomération dénommé" Agglomération de la Région de Compiègne et de la Basse Automne, dont est désormais membre la commune.

### Liste des maires
| Période                                  | Période                   | Identité            | Étiquette | Qualité                                   |
| ---------------------------------------- | ------------------------- | ------------------- | --------- | ----------------------------------------- |
| Les données manquantes sont à compléter. |                           |                     |           |                                           |
|                                          |                           |                     |           |                                           |
|                                          |                           | Nicolas Bourdon     |           |                                           |
|                                          |                           |                     |           |                                           |
|                                          | 1855                      | François Boullenger |           |                                           |
|                                          |                           |                     |           |                                           |
| 1855                                     | 1871                      | Auguste Maquaire    |           |                                           |
| 1871                                     | 1876                      | Ferdinand Prevost   |           |                                           |
| 1876                                     | 1881                      | Victor Souplet      |           |                                           |
| 1881                                     | 1889                      | Albert Potelle      |           |                                           |
| 1889                                     | 1891                      | Désiré Levasseur    |           |                                           |
| 1891                                     | 1892                      | Siméon Potelle      |           |                                           |
| 1892                                     | 1919                      | Alfred Vendome      |           |                                           |
| 1919                                     | 1920                      | René Vendome        |           |                                           |
| 1920                                     | 1922                      | Célestin Louvet     |           |                                           |
| 1922                                     | 1945                      | Léopold Dupont      |           |                                           |
| 1945                                     | 1950                      | Alfred Pihen        |           |                                           |
| 1950                                     | 1959                      | Georges Vendome     |           |                                           |
| 1959                                     | 1965                      | Louis Vendome       |           |                                           |
| 1965                                     | 1971                      | André Inghelbrecht  |           |                                           |
| 1971                                     | 2008                      | Georges Lambert     |           |                                           |
| 2008                                     | mai 2020                  | Pascal Séret        |           | Réélu pour le mandat 2014-2020            |
| mai 2020                                 | En cours (au 6 juin 2023) | Xavier Louvet       |           | Ingénieur ou cadre technique d'entreprise |

### Jumelages
- Chiddingly (Royaume-Uni)[11].

## Équipements et services publics
Après la fermeture de la boulangerie du village, la commune a suscité la mise en place d'un distributeur de pain installé sur la place et alimenté par une boulangerie de Compiègne

### Enseignement
Les enfants de la commune sont scolarisés dans un groupe scolaire qui, à la rentrée 2022,  accueille 92 enfants d'âge maternel ou élémentaire, dont 62 déjeunent à la cantine et une bonne vingtaine de l'accueil du matin ou du soir.
L'école a été bénéficié en 2022 d'une extension  de 150 m² réalisée par l'intercommunalité pour accueillir les 36 enfants inscrits en cycle maternel.

### Santé et solidarité
Une maison d'assistantes maternelles de 12 berceaux est créée en 2019 dans des locaux construits par la commune qu'elle loue  aux professionnelles concernées.

### Équipements sportifs
La commune dispose d'une petite piscine couverte d'une taille de 12,5 mètres sur 8,5 mètres et d'une profondeur de 1,30 mètres, construite en 1992 sous l'impulsion du maire de l'époque, Georges Lambert.

## Population et société

### Démographie

#### Évolution démographique
L'évolution du nombre d'habitants est connue à travers les recensements de la population effectués dans la commune depuis 1793. Pour les communes de moins de 10 000 habitants, une enquête de recensement portant sur toute la population est réalisée tous les cinq ans, les populations de référence des années intermédiaires étant quant à elles estimées par interpolation ou extrapolation. Pour la commune, le premier recensement exhaustif entrant dans le cadre du nouveau dispositif a été réalisé en 2005.

En 2022, la commune comptait 807 habitants, en évolution de +25,12 % par rapport à 2016 (Oise : +0,87 %, France hors Mayotte : +2,11 %).
| 1793 | 1800 | 1806 | 1821 | 1831 | 1836 | 1841 | 1846 | 1851 |
| ---- | ---- | ---- | ---- | ---- | ---- | ---- | ---- | ---- |
| 222  | 230  | 240  | 246  | 238  | 252  | 261  | 265  | 274  |

| 1856 | 1861 | 1866 | 1872 | 1876 | 1881 | 1886 | 1891 | 1896 |
| ---- | ---- | ---- | ---- | ---- | ---- | ---- | ---- | ---- |
| 282  | 314  | 304  | 296  | 289  | 300  | 302  | 308  | 334  |

| 1901 | 1906 | 1911 | 1921 | 1926 | 1931 | 1936 | 1946 | 1954 |
| ---- | ---- | ---- | ---- | ---- | ---- | ---- | ---- | ---- |
| 319  | 295  | 285  | 283  | 317  | 309  | 310  | 309  | 299  |

| 1962 | 1968 | 1975 | 1982 | 1990 | 1999 | 2005 | 2006 | 2010 |
| ---- | ---- | ---- | ---- | ---- | ---- | ---- | ---- | ---- |
| 295  | 267  | 317  | 354  | 522  | 561  | 583  | 597  | 582  |

| 2015 | 2020 | 2022 | - | - | - | - | - | - |
| ---- | ---- | ---- | - | - | - | - | - | - |
| 639  | 773  | 807  | - | - | - | - | - | - |

#### Pyramide des âges
La population de la commune est relativement jeune.
En 2018, le taux de personnes d'un âge inférieur à 30 ans s'élève à 34,0 %, soit en dessous de la moyenne départementale (37,3 %). À l'inverse, le taux de personnes d'âge supérieur à 60 ans est de 22,5 % la même année, alors qu'il est de 22,8 % au niveau départemental.
En 2018, la commune comptait 344 hommes pour 348 femmes, soit un taux de 50,29 % de femmes, légèrement inférieur au taux départemental (51,11 %).
Les pyramides des âges de la commune et du département s'établissent comme suit.
| Hommes | Classe d’âge | Femmes |
| ------ | ------------ | ------ |
| 0,3    | 90 ou +      | 0,5    |
| 4,2    | 75-89 ans    | 5,4    |
| 16,7   | 60-74 ans    | 18,0   |
| 25,3   | 45-59 ans    | 24,7   |
| 20,3   | 30-44 ans    | 16,7   |
| 14,8   | 15-29 ans    | 15,4   |
| 18,5   | 0-14 ans     | 19,3   |

| Hommes | Classe d’âge | Femmes |
| ------ | ------------ | ------ |
| 0,5    | 90 ou +      | 1,4    |
| 5,5    | 75-89 ans    | 7,6    |
| 15,6   | 60-74 ans    | 16,3   |
| 20,8   | 45-59 ans    | 20     |
| 19,4   | 30-44 ans    | 19,4   |
| 17,6   | 15-29 ans    | 16,2   |
| 20,6   | 0-14 ans     | 19,1   |

## Économie
Lachelle dispose d'une zone Industrielle « La Petite Normandie » d'une surface de 24 000 m2 qui accueille une dizaine d'entreprises.
L'équipementier Plastic Omnium, numéro un mondial des réservoirs à carburant, construit à Lachelle une importante usine d'une surface  de 25 000 mètres carrés devant être mise en service en 2023 et destinée à la construction de réservoirs à hydrogène, installation qui remplacera à terme l'usine de Venette qui assure la production de réservoirs thermiques ainsi que de la recherche et du développement,.
La chocolaterie de Beussent Lachelle est implantée à Lachelle depuis 1994. C'est l'une des seules chocolateries artisanales en France à fabriquer son chocolat directement à partir de la fève de cacao, cultivée et récoltée par ses soins en Amérique du Sud,.
L'intercommunalité lance en 2023 la création d'une nouvelle zone d'activité de 23 ha au lieu-dit Aiguisy, relançant le débat sur l'importance de sa consommation d'espaces naturels.

## Culture locale et patrimoine

### Lieux et monuments
- Église du XVIe siècle classée aux monuments historiques depuis 1949[38].
Louis Graves indiquaoit au début du XIXe siècle que «'l'église est bâtie dans le bas du village; elle a été construite en 1532 à la place d'une ancienne chapelle, par Jean Dupont, maître maçon de Remy. Sa forme est celle d'une croix ; le chœur est voûté et garni de vitraux peints qui portent la date de 1541 ; le clocher est gros, carré, sans flèche, posé sur le portail qui est une arcade en anse de panier. Cette église est sous l'invocation de la vierge[2] ».

### Personnalités liées à la commune
- Louis Ulysse Souplet (1819-1877), peintre français né à Lachelle.
- En 1980, le navigateur Bernard Moitessier lança une idée qui était de promouvoir la plantation d'arbres fruitiers le long des routes et rues françaises au lieu des habituels arbres ornementaux et improductifs. Il promit un chèque de 15 000 francs au premier maire qui répondrait à son appel et se lancerait dans ce programme. La première réponse, parmi une trentaine d'autres, fut celle du maire de Lachelle. Il obtint le chèque et planta les arbres[39]. Dans la commune une rue est baptisée « Bernard-Moitessier ».

## Pour approfondir